# Bezirk Waidhofen an der Thaya
Der Bezirk Waidhofen an der Thaya ist ein Verwaltungsbezirk des Landes Niederösterreich.

## Geschichte
Die Gründung des Bezirkes erfolgte 1868 und umfasste die Amtsbezirke Waidhofen, Dobersberg, Raabs, Schrems und Litschau. Mit der Errichtung des Bezirkes Gmünd gab der Bezirk Waidhofen seine Gerichtsbezirke Schrems und Litschau ab.
Mit dem Anschluss Österreichs an das Deutsche Reich wurde der Bezirk 1939 in Kreis Waidhofen an der Thaya umbenannt und um den südmährischen Gerichtsbezirk Zlabings erweitert. 1945 wurde der Bezirk in den Grenzen von 1938 wiederhergestellt.
Im November 2022 bestellte die Landesregierung Manuela Herzog zur Bezirkshauptfrau von Waidhofen an der Thaya.

## Geografie
Er liegt an der Grenze zu Tschechien und umfasst 669,03 km². Er befindet sich im nördlichen Waldviertel und zählt auch zur raumplanerischen Hauptregion Waldviertel.

## Nachbarbezirke
|              | Jihočeský kraj (Cz), Jihomoravský kraj (Cz) |             |
| Bezirk Gmünd | Kompassrose, die auf Nachbargemeinden zeigt | Bezirk Horn |
|              | Bezirk Zwettl                               |             |

## Angehörige Gemeinden
Der Bezirk Waidhofen an der Thaya umfasst:
- 15 Gemeinden,
  - darunter 3 Städte und
  - 10 Marktgemeinden.

Die 15 Gemeinden haben sich 2007 zur Kleinregion Zukunftsraum Thayaland zusammengeschlossen.

Gemeinden des Bezirks Waidhofen an der Thaya

Regionen in der Tabelle sind Kleinregionen in Niederösterreich
| Gemeinde                                 | Lage | Ew    | km²    | Ew / km² | Gerichtsbezirk         | Region    | Typ             | Metadaten         |
| ---------------------------------------- | ---- | ----- | ------ | -------- | ---------------------- | --------- | --------------- | ----------------- |
| Dietmanns                                |      | 1.045 | 6,87   | 152      | Waidhofen an der Thaya | Thayaland | Markt- gemeinde | Gem.Kennz.: 32202 |
| Dobersberg                               |      | 1.554 | 47,57  | 33       | Waidhofen an der Thaya | Thayaland | Markt- gemeinde | Gem.Kennz.: 32203 |
| Gastern                                  |      | 1.165 | 24,97  | 47       | Waidhofen an der Thaya | Thayaland | Markt- gemeinde | Gem.Kennz.: 32206 |
| Groß-Siegharts                           |      | 2.674 | 44,28  | 60       | Waidhofen an der Thaya | Thayaland | Stadt- gemeinde | Gem.Kennz.: 32207 |
| Karlstein an der Thaya                   |      | 1.457 | 48,86  | 30       | Waidhofen an der Thaya | Thayaland | Markt- gemeinde | Gem.Kennz.: 32209 |
| Kautzen                                  |      | 1.068 | 35,41  | 30       | Waidhofen an der Thaya | Thayaland | Markt- gemeinde | Gem.Kennz.: 32210 |
| Ludweis-Aigen                            |      | 875   | 51,19  | 17       | Waidhofen an der Thaya | Thayaland | Markt- gemeinde | Gem.Kennz.: 32212 |
| Pfaffenschlag bei Waidhofen an der Thaya |      | 926   | 29,67  | 31       | Waidhofen an der Thaya | Thayaland | Gemeinde        | Gem.Kennz.: 32214 |
| Raabs an der Thaya                       |      | 2.634 | 134,67 | 20       | Waidhofen an der Thaya | Thayaland | Stadt- gemeinde | Gem.Kennz.: 32216 |
| Thaya                                    |      | 1.468 | 43,32  | 34       | Waidhofen an der Thaya | Thayaland | Markt- gemeinde | Gem.Kennz.: 32217 |
| Vitis                                    |      | 2.692 | 55,51  | 48       | Waidhofen an der Thaya | Thayaland | Markt- gemeinde | Gem.Kennz.: 32219 |
| Waidhofen an der Thaya                   |      | 5.206 | 46,05  | 113      | Waidhofen an der Thaya | Thayaland | Stadt- gemeinde | Gem.Kennz.: 32220 |
| Waidhofen an der Thaya-Land              |      | 1.292 | 32,44  | 40       | Waidhofen an der Thaya | Thayaland | Gemeinde        | Gem.Kennz.: 32221 |
| Waldkirchen an der Thaya                 |      | 486   | 42,71  | 11       | Waidhofen an der Thaya | Thayaland | Markt- gemeinde | Gem.Kennz.: 32222 |
| Windigsteig                              |      | 948   | 25,51  | 37       | Waidhofen an der Thaya | Thayaland | Markt- gemeinde | Gem.Kennz.: 32223 |

### Gemeindeänderungen ab 1945
1. Mai 1965
- Vereinigung der Gemeinden Illmau und Kautzen zur Gemeinde Kautzen

1. Jänner 1966
- Vereinigung der Gemeinden Dobersberg und Goschenreith am Taxenbache zur Gemeinde Dobersberg
- Vereinigung der Gemeinden Drösiedl und Ludweis zur Gemeinde Ludweis

1. Jänner 1967
- Vereinigung der Gemeinden Aigen und Radl zur Gemeinde Aigen
- Vereinigung der Gemeinden Gastern und Kleinmotten zur Gemeinde Gastern
- Vereinigung der Gemeinden Eggersdorf und Karlstein zur Gemeinde Karlstein
- Vereinigung der Gemeinden Markl, Nonndorf bei Grünau (ohne Katastralgemeinde Nonndorf), Rafings und Windigsteig zur Gemeinde Windigsteig
- Eingliederung der Katastralgemeinde Nonndorf aus der Gemeinde Nonndorf bei Grünau in die Gemeinde Kainraths

1. Jänner 1968
- Vereinigung der Gemeinden Großsiegharts und Waldreichs zur Gemeinde Großsiegharts (später Groß-Siegharts)
- Vereinigung der Gemeinden Großgerharts, Jarolden und Thaya zur Gemeinde Thaya

1. Jänner 1970
- Vereinigung der Gemeinden Aigen und Kollmitzgraben zur Gemeinde Aigen bei Raabs
- Vereinigung der Gemeinden Dobersberg und Hohenau zur Gemeinde Dobersberg
- Vereinigung der Gemeinden Karlstein und Münchreith an der Thaya zur Gemeinde Karlstein
- Vereinigung der Gemeinden Oberndorf bei Raabs und Raabs an der Thaya zur Gemeinde Raabs an der Thaya
- Vereinigung der Gemeinden Eschenau, Eulenbach, Grafenschlag, Großrupprechts, Jaudling, Jetzles, Kleinschönau, Sparbach und Vitis zur Gemeinde Vitis
- Vereinigung der Gemeinden Gilgenberg und Waldkirchen an der Thaya zur Gemeinde Waldkirchen an der Thaya

1. Jänner 1971
- Vereinigung der Gemeinden Dobersberg, Merkengersch und Reibers (ohne Katastralgemeinde Rudolz) zur Gemeinde Dobersberg
- Vereinigung der Gemeinden Ellends, Groß-Siegharts, Weinern und Wienings zur Gemeinde Groß-Siegharts
- Vereinigung der Gemeinden Göpfritzschlag, Karlstein, Obergrünbach (ohne Katastralgemeinde Albersdorf), Schlader und Thuma sowie der Katastralgemeinde Thures (Gemeinde Rossa) zur Gemeinde Karlstein
- Vereinigung der Gemeinden Engelbrechts, Großtaxen, Kautzen, Reinberg-Dobersberg und Tiefenbach zur Gemeinde Kautzen
- Vereinigung der Gemeinden Blumau an der Wild, Ludweis und Oedt an der Wild zur Gemeinde Ludweis
- Vereinigung der Gemeinden Großeberharts, Kleingöpfritz und Pfaffenschlag bei Waidhofen an der Thaya zur Gemeinde Pfaffenschlag bei Waidhofen an der Thaya
- Vereinigung der Gemeinden Eibenstein, Großau, Modsiedl, Mostbach, Raabs an der Thaya, Rabesreith, Rossa (ohne Katastralgemeinde Thures), Speisendorf, Unterpertholz, Weikertschlag an der Thaya und Zabernreith sowie der Katastralgemeinde Albersdorf (Gemeinde Obergrünbach) zur Gemeinde Raabs an der Thaya
- Vereinigung der Gemeinden Niederedlitz, Peigarten und Thaya zur Gemeinde Thaya
- Vereinigung der Gemeinden Heinrichs und Vitis zur Gemeinde Vitis
- Vereinigung der Gemeinden Altwaidhofen, Kleineberharts, Vestenötting und Waidhofen an der Thaya zur Gemeinde Waidhofen an der Thaya
- Vereinigung der Gemeinden Brunn, Buchbach, Kainraths und Vestenpoppen zur Gemeinde Waidhofen an der Thaya-Land
- Vereinigung der Gemeinden Fratres, Rappolz, Schönfeld, Waldhers und Waldkirchen an der Thaya sowie der Katastralgemeinde Rudolz (Gemeinde Reibers) zur Gemeinde Waldkirchen an der Thaya
- Vereinigung der Gemeinden Meires und Windigsteig zur Gemeinde Windigsteig

1. Jänner 1972
- Vereinigung der Gemeinden Frühwärts und Gastern zur Gemeinde Gastern
- Vereinigung der Gemeinden Fistritz, Groß-Siegharts und Loibes zur Gemeinde Groß-Siegharts
- Vereinigung der Gemeinden Aigen bei Raabs und Ludweis zur Gemeinde Ludweis-Aigen
- Vereinigung der Gemeinden Oberedlitz und Thaya zur Gemeinde Thaya
- Vereinigung der Gemeinden Hollenbach, Puch, Ulrichschlag und Waidhofen an der Thaya zur Gemeinde Waidhofen an der Thaya
- Eingliederung der Katastralgemeinde Warnungs (Gemeinde Warnungs, Bezirk Gmünd) in die Gemeinde Vitis
- Eingliederung der Katastralgemeinde Rohrbach (Gemeinde Rohrbach, Bezirk Gmünd) in die Gemeinde Pfaffenschlag bei Waidhofen an der Thaya

9. August 1980
- Umbenennung der Gemeinde Karlstein in Karlstein an der Thaya[5]